# 光る眼
『光る眼』（ひかるめ、原題：Village of the Damned）は、1995年公開のアメリカ合衆国のSFホラー映画。99分、カラー。
『スーパーマン』シリーズで知られるクリストファー・リーヴの落馬事故前の最後の主演作として知られている。

## 概要
1960年のイギリスのSFホラー映画『未知空間の恐怖/光る眼』のリメイク作品。第16回ゴールデンラズベリー賞ワーストリメイク賞にノミネートされた。
1960年に初映像化されたこの映画の原作は小説『呪われた村』（ハヤカワ文庫・SF 286・ジョン・ウィンダム著/林克己翻訳）である。原題は『ミドウィッチ村のカッコウ』（The Midwich Cuckoos・1957）である。カッコウには托卵という習性がある。他の鳥の巣に卵を産んで、自分の雛を仮親に育てさせるのである。ウィンダムにはやはり侵略を扱った長篇小説『トリフィド時代』（The Day of the Triffids）がありこちらも「人類SOS!」（1962年　英）として映画化されている。

## ストーリー
カリフォルニア州の海沿いにある村ミッドウィッチ。ある日、街中の人間全員が午前10時に気を失い、6時間後に目を覚ますと、街の女性全員が妊娠していたという奇妙な事件が起こる。その女性たちから生まれた男女同数の子どもたちは、成長すると不気味な光る眼で大人たちの精神を操り、邪魔する者たちを容赦なく排除していくのだった。
医師チェフィーは、子供たちとの間の壁を崩そうと努力する。しかし、妻が我が娘マーラに操られて自殺させられ、さらになおマーラが親の愛に付け込んで自分を利用しているのを知り苦悩する。一方、「連れ合い」を生体解剖されて一人になってしまった少年デヴィッドは、「連れ合い」の母メラニーの自殺を機に、仲間とは異なり人間の情に目覚める。そのため、仲間のマーラたちから白眼視されるのであった。
ある晩、ついに村人たちは暴動を起こすが、子供たちに容赦なく鎮圧される。その時チェフィーは、彼らの真の正体を突き止め、彼らの陰謀を阻止しようと最後の対決に臨む。壁を崩そうとしてきた彼が、心を読まれないよう固い「壁」を思い描いて…。
そしてすべてが終わったあと、デヴィッドと母親のジルは村を捨て、一筋の希望の光も見えぬ夜闇の中へと去っていった。

## 登場人物
アラン・チェフィー
演 - クリストファー・リーヴ
医師。
スーザン・バーナー
演 - カースティ・アレイ
博士。医療知識を持ち、冷静な判断力と鋭い観察力を持つ。
ジル・マクゴーワン
演 - リンダ・コズラウスキー
学校の教師。運転中の夫にちょっかいをかけるなど、やや不謹慎。
フランク・マクゴーワン
演 - マイケル・パレ
ジルの夫。運転中に失神したことで交通事故を起こして死亡。
ジョージ
演 - マーク・ハミル
牧師。フランクの葬儀も担当した。
バーバラ・チェフィー
演 - カレン・カーン
アランの妻。
マーラ・チェフィー
演 - リンジー・ホーン
アランとバーバラの娘。
デヴィッド・マクゴーワン
演 - トーマス・デッカー
ジルとフランクの息子。
サラ
演 - ピッパ・パースリー
ジョージの妻
ベン・ブラム
演 - ピーター・ジェイソン
帰国した男。
キャリー・ブラム
演 - コンスタンス・フォースランド
ベンの妻。

## キャスト
| 役名                     | 俳優                         | 日本語吹替 | 日本語吹替                                                                                                |
| 役名                     | 俳優                         | ソフト版   | テレビ朝日版                                                                                              |
| ------------------------ | ---------------------------- | ---------- | --- |
| アラン・チェフィー医師   | クリストファー・リーヴ       | 池田秀一   | 佐々木功                                                                                                  |
| スーザン・バーナー博士   | カースティ・アレイ           | 相沢恵子   | 弘中くみ子                                                                                                |
| ジル・マクゴーワン       | リンダ・コズラウスキー       | 高島雅羅   | 佐々木優子                                                                                                |
| フランク・マクゴーワン   | マイケル・パレ               | 中原茂     | 山路和弘                                                                                                  |
| メラニー・ロバーツ       | メレディス・サレンジャー     | 小野寺啓子 | 日野由利加                                                                                                |
| ジョージ牧師             | マーク・ハミル               | 関俊彦     | 池田秀一                                                                                                  |
| サラ                     | ピッパ・パースリー           |            | 宮寺智子                                                                                                  |
| ベン・ブラム             | ピーター・ジェイソン         | 小形満     | 小山武宏                                                                                                  |
| キャリー・ブラム         | コンスタンス・フォースランド |            | 野沢由香里                                                                                                |
| バーバラ・チェフィー     | カレン・カーン               | 磯辺万沙子 | 深見梨加                                                                                                  |
| デヴィッド・マクゴーワン | トーマス・デッカー           | 渕崎ゆり子 | 川田妙子                                                                                                  |
| マーラ・チェフィー       | リンジー・ホーン             | 佐久間レイ | こおろぎさとみ                                                                                            |
| ロバート                 | コディ・ドーキン             |            | |
| その他                   |                              |            | 宝亀克寿 福田信昭 小島敏彦 仲野裕 藤本譲 石波義人 叶木翔子 定岡小百合 種田文子 寺内よりえ 永迫舞 奥島和美 |

- テレビ朝日版：初放送1998年5月24日 『日曜洋画劇場』

※ 2021年3月12日にTCエンタテインメントから発売のBlu-rayには上記2種類の日本語吹替を収録。

## スタッフ
- 監督：ジョン・カーペンター
- 製作：マイケル・プレジャー、サンディ・キング
- 原作：ジョン・ウィンダム『呪われた村』
- 脚本：デビッド・ヒメルスタイン
- 音楽：ジョン・カーペンター、デイブ・デイビス
- 視覚効果スーパーバイザー：ブルース・ニコルソン
- メカニカル特殊効果スーパーバイザー：ロイ・アルボガスト
- 特殊撮影：インダストリアル・ライト&マジック
- 特殊メイク：KNB EFX
- 日本語字幕翻訳（劇場公開・VHS）:岡枝慎二
- 日本語字幕翻訳（DVD）: 森本務
- 日本語字幕翻訳（Blu-ray）: 真鍋美枝
- 日本語吹替翻訳（ソフト版）:高山美香

### テレビ朝日吹替版製作スタッフ
- 演出：向山宏志
- 翻訳：徐賀世子
- 調整：遠西勝三
- 効果：VOX
- 製作：コスモプロモーション

## 評価
レビュー・アグリゲーターのRotten Tomatoesでは37件のレビューで支持率は30%、平均点は4.10/10となった。Metacriticでは14件のレビューを基に加重平均値が41/100となった。